# Silvio D'Amico
Pour les articles homonymes, voir D'Amico.
Silvio D'Amico (né le 3 février 1887 à Rome et mort dans la même ville le 1er avril 1955) est un critique de théâtre et journaliste italien, fondateur de l'Académie nationale d'art dramatique en 1936 qui porte son nom depuis sa mort.
Entre 1925 et 1940, il dirige la critique dramatique dans le journal La Tribune. Avec Nicola De Pirro, il fonde la revue Scenario en 1932 et ils la dirigent ensemble pendant trois ans, après quoi De Pirro continue seul.